# Jeesewitz
Jeesewitz ist ein Dorf im Landkreis Leipzig in Sachsen. Politisch gehört der Ort seit 2012 zu Grimma. Er liegt an der Kreisstraße 8333 zwischen Draschwitz und Göttwitz.
Urkundlich wurde Jeesewitz 1350 das erste Mal als „Gesewicz, Jesewicz“ genannt. Weitere Nennungen waren:
- 1378: Gesewicz
- 1478: Geßwitz
- 1495: Jhesebitz
- 1516: Jheschwitz
- 1791: Jehsewitz, oder Jeesewitz; Jesewitz

Am 1. Januar 1952 wurde Jeesewitz nach Prösitz eingemeindet, Prösitz am 1. Januar 1993 wiederum nach Mutzschen. Mit Eingemeindung von Mutzschen nach Grimma am 1. Januar 2012, ist Jeesewitz seither ein Gemeindeteil von Letzterem.

## Entwicklung der Einwohnerzahl
| Jahr    | Einwohnerzahl                                    |
| ------- | ------------------------------------------------ |
| 1548/51 | 9 besessene Mann, 26 Inwohner, 10 1⁄2 Hufen      |
| 1764    | 9 besessene Mann, 1 Gärtner, 2 Häusler, 11 Hufen |
| 1834    | 94                                               |

| Jahr | Einwohnerzahl |
| ---- | ------------- |
| 1871 | 112           |
| 1890 | 135           |
| 1910 | 84            |

| Jahr | Einwohnerzahl |
| ---- | ------------- |
| 1925 | 110           |
| 1939 | 77            |
| 1946 | 120           |